# Félix et Meira
Félix et Meira é um filme canadense de drama de 2014 dirigido por Maxime Giroux e escrito por Giroux e Alexandre Laferrière. Foi selecionado como representante de seu país ao Oscar de melhor filme estrangeiro em 2016, mas não foi indicado.

## Elenco
- Martin Dubreuil - Félix
- Hadas Yaron - Meira
- Luzer Twersky - Shulem
- Anne-Élisabeth Bossé - Caroline
- Benoît Girard - Théodore
- Melissa Weisz - Ruth